# Dream Morning Musume Special Live 2012 Nippon Budokan ~Chapter 1 Close : Yūshatachi, Shūgōseyo~
 (mars 2012).
Vidéos par Dream Morning Musume
Concert Tour 2011 Haru no Mai
(2011)
Dream Morning Musume Special Live 2012 Nippon Budokan ~Chapter 1 Close "Yūshatachi, Shūgōseyo"~ (ドリーム モーニング娘。スペシャルLIVE 2012 日本武道館 ～第一章 終幕「勇者タチ、集合セョ」～) est une vidéo musicale (DVD) du groupe de J-pop Dream Morning Musume (composé d'anciens membres de Morning Musume), la deuxième d'un de ses concerts.

## Présentation
La vidéo sort le 20 juin 2012 sur le label zetima, aux formats DVD et Blu-ray, et atteint la 16e place du classement de l'Oricon, restant classée quatre semaines.
Le concert, en promotion du single Shining Butterfly, a été filmé le 10 mars 2012 au Nippon Budokan de Tokyo. C'est le seul concert de Dream Morning Musume cette année-là, mais c'est aussi le dernier. En effet, le groupe est depuis mis en pause, pour une durée indéterminée. Le concert reprend donc la plupart des titres de l'album Dreams 1 plus le titre sorti seulement en single : Shining Butterfly. Cependant, comme la série de concerts de l'an dernier, certains titres de l'album sont absents, mais ne sont pas les mêmes. Ainsi, le titre Memory Seishun no Hikari, absent lors de la tournée 2011, est repris dans un medley. Quant au Sexy Boy ~Soyokaze ni Yorisotte~, autre absent l'an dernier, il est lui repris en entier par les membres les plus jeunes. Il remplace Iroppoi Jirettai. Les titres repris spécialement pour la tournée 2011 sont de nouveau présents, avec quelques nouveaux, comme Mr. Moonlight ~Ai no Big Band~ ou encore Inspiration!, qui lui est intégré au medley. L'autre grand absent est le second titre inédit de l'album : Koibito no Yō ni Kao wo Shite…
Ce concert a accueilli trois invitées, également anciennes membres des Morning Musume : Aya Ishiguro (devenue tarento et maman), Maki Goto, dont on connait la carrière solo, et enfin Nozomi Tsuji, qui devait à l'origine faire partie des Dream Morning Musume, mais qui a refusé au dernier moment à cause de sa grossesse. Ces trois membres ont permis de reformer le temps de quelques chansons des sous-groupes mythiques : Tanpopo et Petit Moni. Les membres actuelles des Morning Musume furent aussi de la partie et y ont interprété leurs prochain single : Renai Hunter. Toutes sont restées jusqu'à la fin du concert mais n'ont fait que quelques apparitions notamment pour interpréter The Peace ! (seule Ishiguro n'est pas présente), ce qui a amené à 24 le nombre de membres de Morning Musume sur la scène, représentant les dix générations de membres. Même le producteur Tsunku fait une apparition sur scène. Tout ce beau monde a permis de suivre un concert plus long que d'habitude, au plus grand plaisir des fans.

## Interprètes
Par générations de Morning Musume
- 1re génération : Yuko Nakazawa (DMM), Aya Ishiguro, Kaori Iida (DMM), Natsumi Abe (DMM)
- 2e génération : Kei Yasuda (DMM), Mari Yaguchi (DMM)
- 3e génération : Maki Goto
- 4e génération : Rika Ishikawa (DMM), Hitomi Yoshizawa (DMM), Nozomi Tsuji
- 5e génération : Risa Niigaki, Makoto Ogawa (DMM)
- 6e génération : Sayumi Michishige, Reina Tanaka
- 7e génération : Koharu Kusumi (DMM)
- 8e génération : Aika Mitsui
- 9e génération : Mizuki Fukumura, Erina Ikuta, Riho Sayashi, Kanon Suzuki
- 10e génération : Haruna Iikubo, Ayumi Ishida, Masaki Satō, Haruka Kudō

(Miki Fujimoto, dernière membre de Dream Morning Musume, est alors en congé maternité)
Sous-groupes
- Tanpopo : Aya Ishiguro, Kaori Iida, Mari Yaguchi, Rika Ishikawa
- Petit Moni : Kei Yasuda, Maki Goto, Hitomi Yoshizawa

## Liste des titres interprétés
1. Opening (Introduction)
2. Happy Summer Wedding  (ハッピーサマーウェディング?) (de l'album Best! Morning Musume 1)
3. Joshi Kashimashi Monogatari (2012 Dreams Budokan Ver.)  (女子かしまし物語) (2012 ドリームモーニング娘。武道館ver.?)
4. MC 1 (Présentation)
5. Sōda! We're Alive  (そうだ! We're ALIVE?) (de l'album 4th Ikimasshoi!)
6. VTR (Vidéo de présentation)
7. Shining Butterfly  (シャイニングバタフライ?) (Single)
8. Daite Hold On Me!  (抱いてHOLD ON ME!?) (de l'album Second Morning)
9. Shabondama  (シャボン玉?) (de l'album Best! Morning Musume 2)
10. MC 2 (Par Ishikawa, Yoshizawa, Ogawa, Kusumi) (Présentation)
11. Morning Coffee (2011 Dreams Ver.)  (モーニングコーヒー (2011ドリムス。Ver.)?) (Par Nakazawa, Iida, Abe, Yasuda, Yaguchi) (de Dreams 1)
12. MC 3 (Par Nakazawa, Iida, Natsumi, Yasuda, Yaguchi)
13. Sexy Boy ~Soyokaze ni Yorisotte~ (SEXY BOY ~そよ風に寄り添って~?) (Par Ishikawa, Yoshizawa, Ogawa & Kusumi) (De l'album Sexy 8 Beat)
14. Atto Odoroku Mirai ga Yattekuru!  (あっと驚く未来がやってくる?) (de l'album Dreams 1)
15. Mikan  (みかん?) (Par Nakazawa, Iida, Ishikawa, Kusumi) (de l'album Platinum 9 Disc)
16. Roman ~My Dear Boy~  (浪漫 ~MY DEAR BOY~?) (Par Abe, Yasuda, Yaguchi, Yoshizawa, Ogawa) (de l'album Ai no Dai 6 Kan)
17. MC 4 (Présentation)
18. I Wish  (I WISH?) (de l'album Best! Morning Musume 1)
19. MC 5 (Présentation)
20. Renai Hunter (恋愛ハンター?) par Morning Musume (Single)
21. MC 6 (Présentation)
22. Last Kiss / Tanpopo (ラストキッス / たんぽぽ?) par Tanpopo (de l'album Tanpopo 1)
23. MC 7 (Présentation)
24. Chokotto Love / Baby! Koi ni Knock Out! (ちょこっとLOVE / BABY! 恋にKNOCK OUT!?) par Petit Moni (de l'album Zenbu! Petit Moni)
25. The Peace!  (ザ☆ピ~ス!?) (sans Ishiguro et Mitsui) (de l'album 4th Ikimasshoi!)
26. MC 8 (Présentation)
27. Mr. Moonlight ~Ai no Big Band~ (Mr.Moonlight～愛のビッグバンド～?) (de l'album 4th Ikimasshoi!)
28. Medley (Memory Seishun no Hikari / Mirai no Tobira / Inspiration ! / Say Yeah ! ~Motto Miracle Night~ / Happy Night)  (メドレー) (Memory 青春の光⇒未来の扉⇒インスピレーション!⇒Say Yeah！-もっとミラクルナイト-⇒Happy Night?) (de l'album Second Morning / de l'album First Time / du single Renai Revolution 21 / de l'album Best! 1 / du single Memory Seishun no Hikari)
29. MC 9 (Présentation)
30. Summer Night Town  (サマーナイトタウン?) (de l'album First Time)
31. Koi no Dance Site  (恋のダンスサイト?) (de l'album 3rd -Love Paradise-)
32. MC 10 (Présentation)
33. Love Machine  (LOVEマシーン?) (de l'album 3rd -Love Paradise-)
34. Encore :  Renai Revolution 21  (恋愛レボリューション21?) (de l'album Best! Morning Musume 1)
35. MC 11 (Remerciements)
36. Dekkai Uchū ni Ai ga Aru (でっかい宇宙に愛がある?) (Du single The Peace! / de l'album 4th Ikimasshoi!)